# Rocky road
Rocky road är chokladglass med marshmallows och nötter.
Smaken ska ha skapats 1929 av Edy's Grand Ice Cream, men det är omdebatterat.
"Weird Al" Yankovic har gjort parodin I Love Rocky Road på I Love Rock and Roll.